# 張采
張采（1596年—1648年），字受先，直隸太倉州（今江蘇省蘇州市太倉市）人。明末學者，復社領導人之一。

## 生平
張采生於明神宗萬曆二十四年（1596年），與同鄉張溥齊名，二人“形影相依，聲息相接，樂善規過，互推畏友”，號“婁東二張”，天啟四年（1624年）與張溥在蘇州創辦復社。張溥性情寬和，結交朋友眾多；張采則性情剛烈，別人有過失，即當面叱責。天啓七年（1627年），張采舉丁卯科應天鄉試。崇禎元年（1628年）聯捷進士，授江西臨川縣知縣。
南明弘光元年（1645年），入南都，任禮部主事，陞員外郎。同年，清兵破城，張采遭仇家刺殺，大難不死，此後躲至附近的城池。清世祖順治五年病卒（1648年）。

## 著作
著有《知畏堂文存》、《太倉州志》等。